# Ка Монтанари (Модена)
Ка Монтанари је насеље у Италији у округу Модена, региону Емилија-Ромања.
Према процени из 2011. у насељу је живело 40 становника. Насеље се налази на надморској висини од 172 м.